# Арсланов, Дмитрий Родионович
Дмитрий Родионович Арсланов (10 февраля 1990, Новоорск, СССР) — российский футболист, полузащитник.
Воспитанник ДЮСШ «Носта» Новотроицк. В 2008 году был в составе ЦСКА, сыграл 10 матчей в молодёжном первенстве. Во второй половине сезона-2009 в чемпионате Казахстана в составе «Кызылжара» в 9 матчах забил один мяч. В сезонах 2010 и 2011/12 сыграл 52 матча за клуб ПФЛ «Носта» Новотроицк, забил шесть голов. В 2013 провёл 12 матчей за клуб ПФЛ «Октан» Пермь, забил один гол. 2014 год отыграл в клубе ЛФЛ «Дальстройиндустрия» Комсомольск-на-Амуре, провёл матч 1/256 Кубка России против «Смены» К/А (0:0, 4:5, пен.).